# Castillo de San Pedro de la Roca

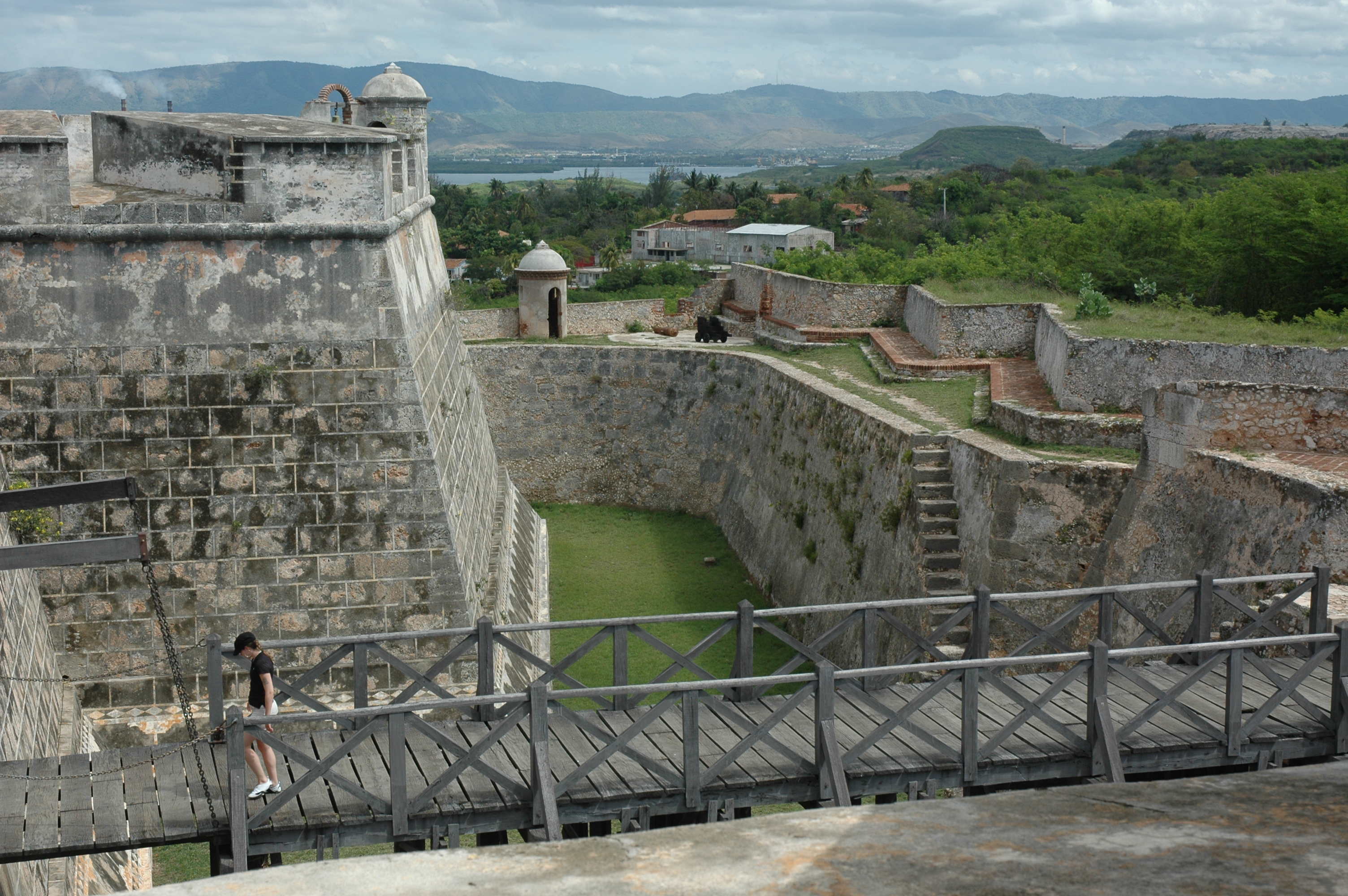
De landzijde van het fort met een droge gracht. Op de achtergrond Santiago de Cuba.

Castillo de San Pedro de la Roca (ook wel: Castillo del Morro of San Pedro de la Roca) is een fort zes kilometer buiten de Cubaanse stad Santiago de Cuba. Het fort is ontworpen door Battista Antonelli, die in opdracht van de toenmalige gouverneur van de stad een verdedigingswerk moest ontwerpen tegen piraten.
Tussen 1590 en 1610 werd het eerste verdedigingswerk bij de toegang van de Baai van Santiago de Cuba gebouwd. Er kwam een batterij met kanonnen op het strand ten zuidwesten van kaap Morro. Door de toegenomen vijandigheid met Engeland besloot de gouverneur Pedro de la Roca y Borja de verdediging te versterken. Juan Battista Antonelli werd als militair ingenieur ingehuurd voor het ontwerp van een stenen fort.
Het fort is gebouwd op meerdere terrassen en omvat drie bolwerken en een citadel. Voorraden werden over zee aangevoerd en opgeslagen in een pakhuis, dat deel uitmaakte van het fort. Tijdens de bouw werd het fort al aangevallen door piraten, waaronder in 1662 door Christopher Myngs. Hij bezette Santiago voor twee weken en vernietigde een deel van het fort en nam de wapens mee. De Spaanse regering besloot na Myngs vertrek om het fort te herstellen en hiervoor extra mankracht voor in te zetten.
De bouw werd in 1678 en 1680 vertraagd door aanvallen van Franse zeelieden. In 1675 en 1692 werd het in aanbouw zijnde fort getroffen door aardbevingen. Tussen 1738 en 1740 werd het fort verder versterkt. In 1741 blokkeerde de Engelse admiraal Edward Vernon met zijn vloot de toegang tot Santiago de Cuba. Hij viel het fort niet direct aan maar zette zijn mannen bij Guantánamobaai aan land met het plan de stad over land aan te vallen. Door besmettelijke ziekten werd zijn leger aanzienlijk kleiner en hij lastte de aanval af. In 1757 en 1766 volgden nieuwe aardbevingen. Na het herstel van het fort na de laatste aardbeving was de bouw gecompleteerd.
Eind 18e eeuw nam het gevaar van piraterij af, waardoor er besloten werd om een deel van het fort te gebruiken als gevangenis voor politiek gevangenen. In 1898, bij de Amerikaanse aanval op Santiago de Cuba gedurende de Spaans-Amerikaanse Oorlog, werd het gehele fort weer gebruikt als verdedigingswerk. Door gebrek aan onderhoud raakte het geheel in verval met een kentering in de jaren zestig toen het werd gerestaureerd.
Het fort met de bijbehorende batterijen van La Estrella en Santa Catalina liggen bij de smalle toegang tot de baai en de haven van Santiago de Cuba. Aan de overzijde van het toegangskanaal ligt nog Aguadores batterij. De baai was van groot belang vanwege zijn geografische ligging en zijn beschermde ankerplaatsen. Het is gebouwd op een kaap met steile kliffen die oplopen tot meer dan 20 meter.